# 가나자와분코역
가나자와분코역(일본어: 金沢文庫駅、かなざわぶんこえき 가나자와분코에키[*])(영어: Kanazawa-bunko Station)은 일본 가나가와현 요코하마시 가나자와구에 있는 게이힌 급행 전철 본선의 역이다. 역 번호는 KK49이다. 게이큐의 관계자나 지역주민들 사이에서는 "분코"라고 부른다. 이전에는 전철의 방향막에도 단지 "분코"라고 쓰여지는 경우가 있었지만, 최근 차량에서는 생략하지 않고 "가나자와분코"라고 표기되는.

## 역 구조
역의 동서를 연결하는 자유통로에 접한 교상역사를 갖고, 12량 편성 대응의 섬식 승강장 2면 4선의 지상역이다. 상행선 측에는 요코하마・우라가 방면의 복수의 인상선이 있어, 시발열차나 증결용 차량의 대기등에 사용된다. 역 남쪽에는 가나자와 차량 검사구가 있어, 같은 차량 검사구에 입・출구역이 된다. 본선의 열차 운행 거점의 하나이기 때문에 운행 시간표가 흐트러진 경우에는 당역 시발 임시열차가 운행되는 경우가 드물게 있다. 열차의 분할・병합이나 시발・종착열차가 다수 설정되어 있을 뿐만 아니라 일부 열차는 차량교환도 시행되고 있다. 이 역과 가나자와핫케이 역 사이의 구간은 게이큐의 유일한 복복선 구간이다.
상행선 승강장에서는, 러시아워 때의 혼잡을 완화하기 위해서, 4번선 승강장의 폭을 서쪽에 확장공사를 하고 있다.
게이큐 가와사키 역과 같이, 자동방송에 의한 안내방송이 있지 않기 때문에 승객안내는, 입초의 역무원이 있는 경우에 열차 진입시부터는 역무원이, 입초가 없는 경우는 열차의 문 취급 후 차장이 마이크로 안내방송을 한다.
당역은 게이큐 역 멜로디 모집의 대상역에서, 이전에는 "렌호랑이-무곡"이 사용되었지만, 가나자와 구 출신의 오다 가즈마사가 노래한 악곡 "my home town"이 채용되어 2008년 12월 22일에 사용을 개시했다.
| 1・2 | 본선 | 요코스카추오・게이큐 구리하마・우라가・미우라카이간・신즈시 방면                         |
| 3・4 | 본선 | 요코하마・하네다공항・시나가와・신바시・니혼바시・오시아게・게이세이선・호쿠소 철도 방면 |

## 역세권 정보
당역은 가나자와 구의 중심부에 위치한다. 서쪽에 대규모 분양 주택지가 있는 것 외에 가나자와 자연공원이나 요코하마 시립 가나자와 동물원, 역명의 유래가 된 가나가와 현 가나자와분코 등 관광명소 근처역이 된다. 가나자와 차량 검사구로 시작하여 게이큐의 사업용 시설이 다수 설치되어 있다.

### 동구
- 가나자와분코 장례식장
- 가나자와분코 보육원
- 가나자와 종합청사
- 가나자와 구청
- 가나자와 소방국
- 가나자와 공회당
- 가나자와 경찰서
- 가나자와 우체국
- 가나자와분코 우체국
- 윙 가나자와분코

### 서구
- APiTA 가나자와분코점
- 종합 차량 제작소 본사
- 요코하마 시립 가나자와 중학교
- 가나자와분코 역전 우체국
- 가나자와분코 병원

## 역사
- 1930년 4월 1일: 영업 개시.
- 1941년 11월 1일: 쇼난 전기 철도와 게이힌 전기철도가 합병, 게이힌 전기철도의 역이 됨.
- 1942년 5월 1일: 게이힌 전기철도가 도쿄 요코하마 전철에 합병하여 도쿄 급행전철의 역이 됨.
- 1948년 6월 1일: 게이힌 급행전철이 발족, 게이힌 급행전철의 역이 됨.
- 1980년 11월: 교상역이 됨.
- 1999년 7월 31일: 백지 시간표 개정에 의해 게이큐 가마타 ~ 신즈시 구간의 급행을 폐지.
- 2010년 5월 16일: 시간표 개정이 실시됨에 따라, 에어포트 급행의 정차역이 됨.

## 사진

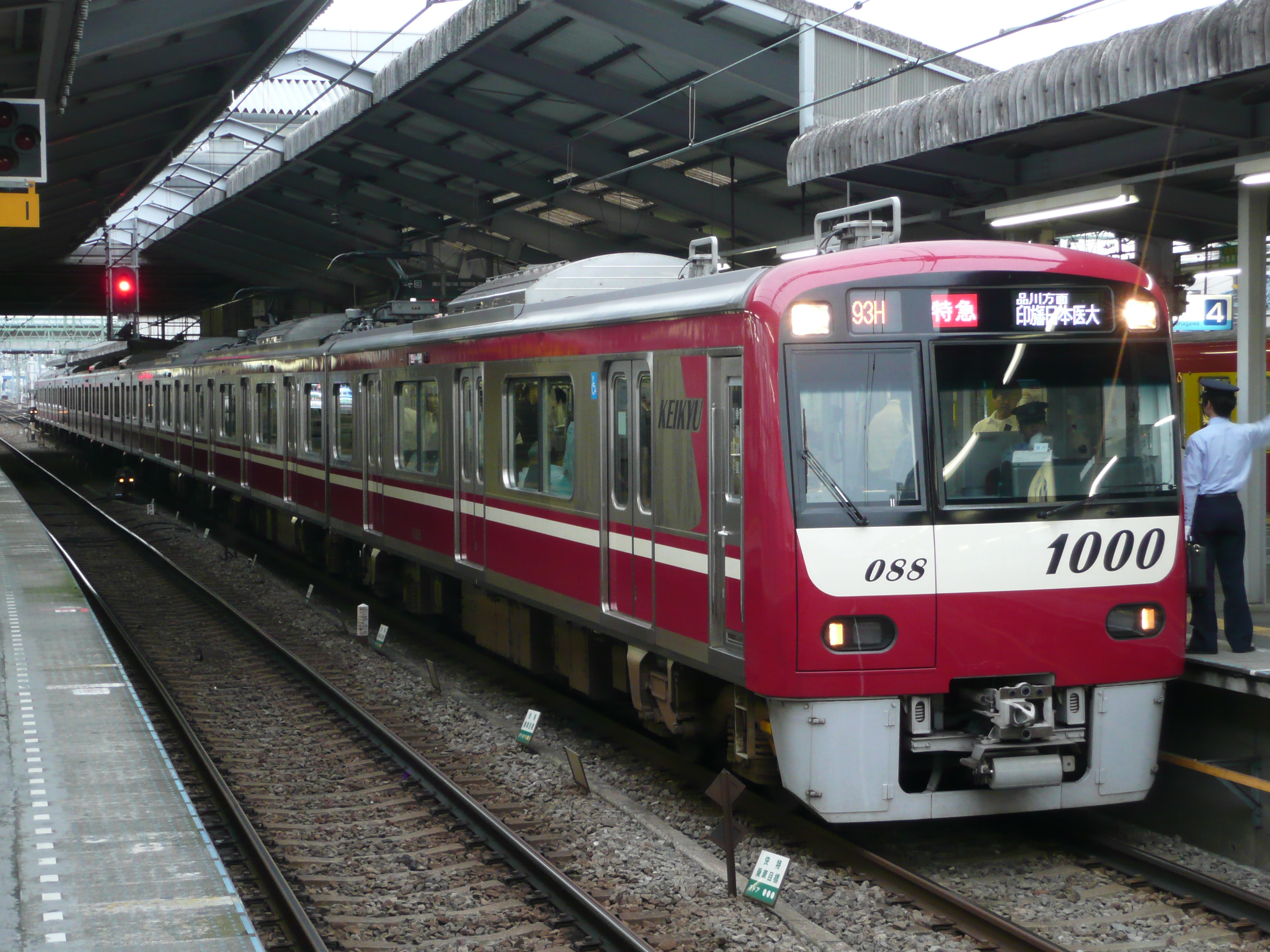
1081편성 전동차가 정차한
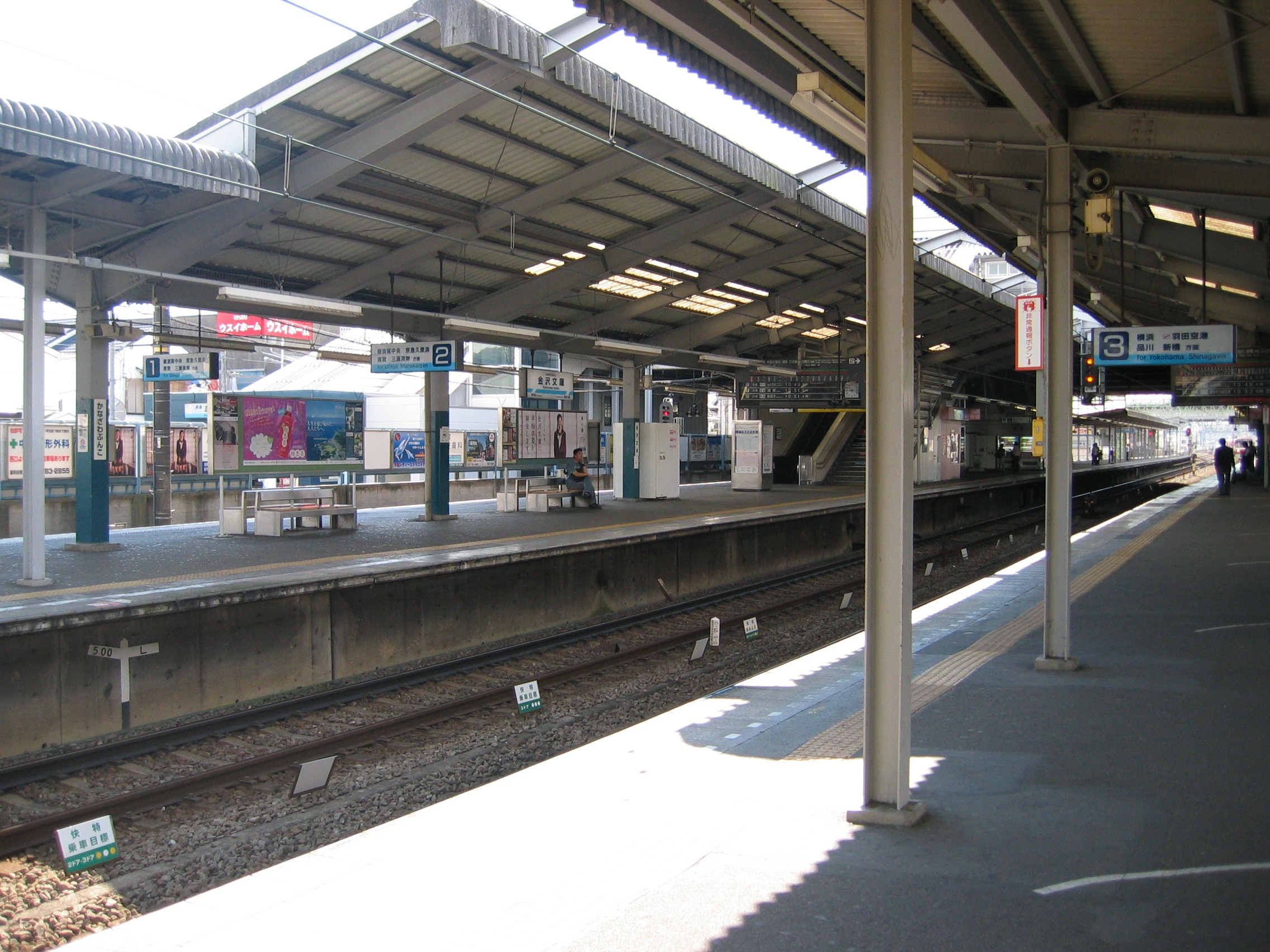
2007년 승강장
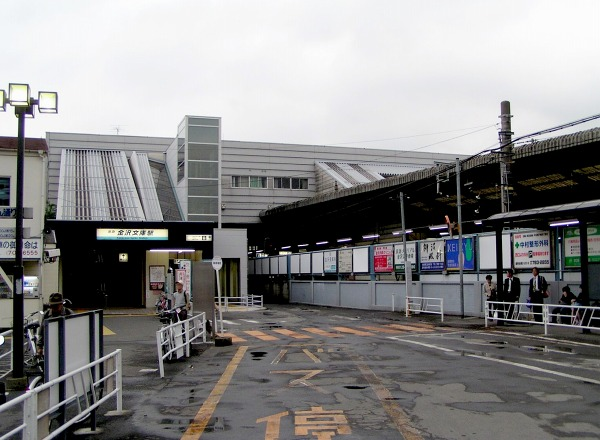
동쪽 출입구
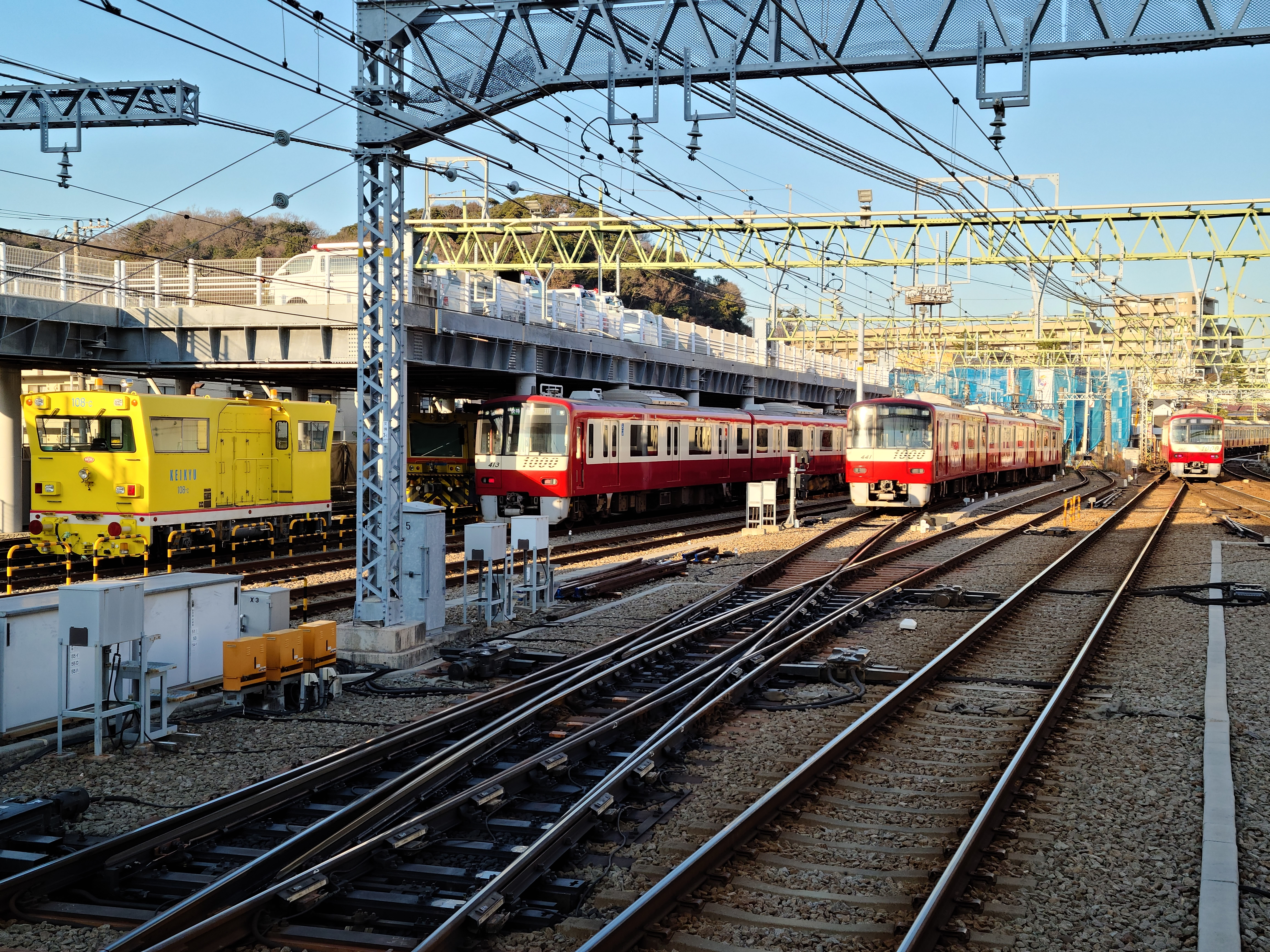
시나가와 쪽의 유치선 (2021년 1월)
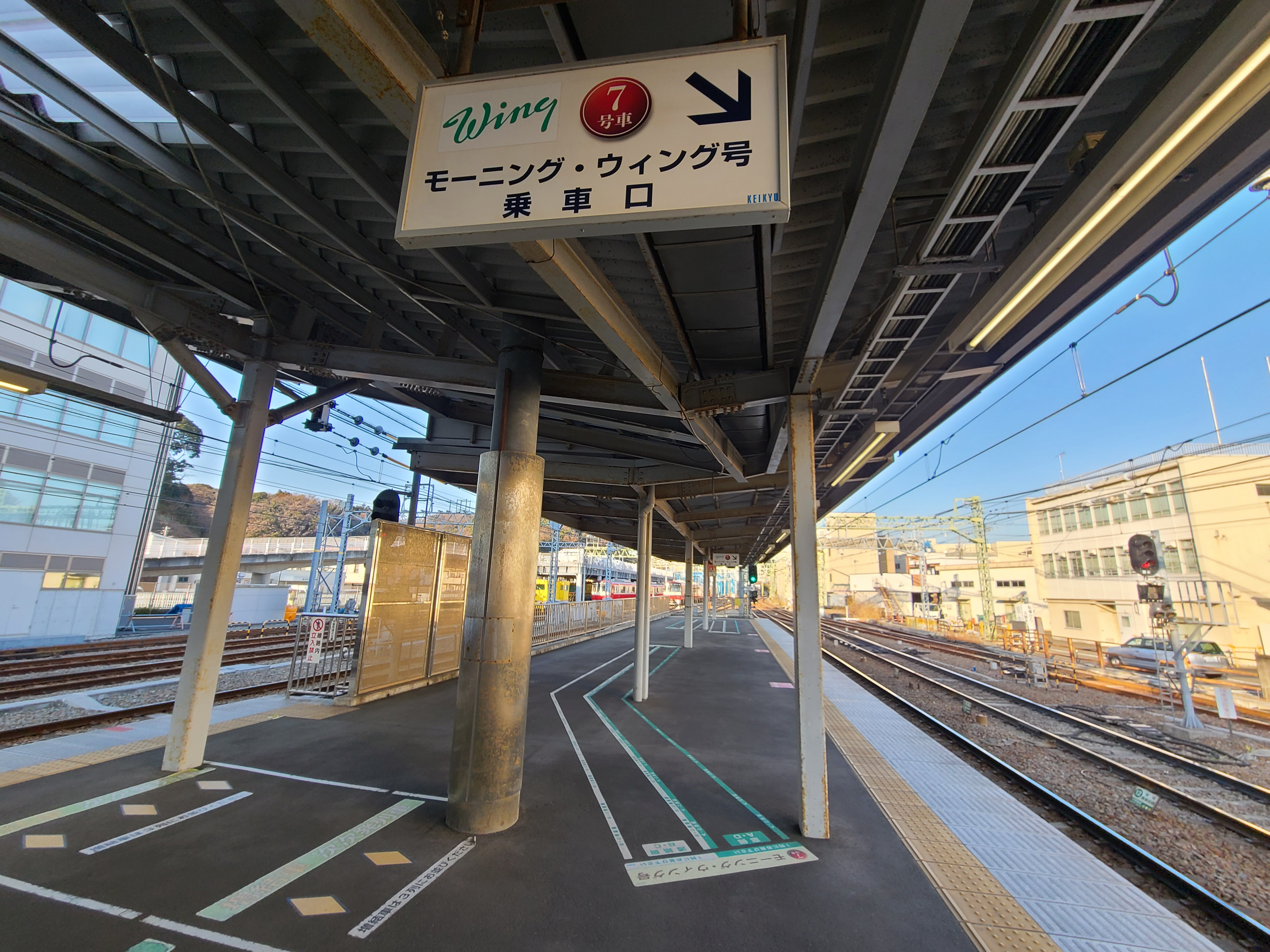
모닝・윙호 승차구 (2021년 1월)

## 인접역
| 게이힌 급행 전철 ■ 본선       | 게이힌 급행 전철 ■ 본선      | 게이힌 급행 전철 ■ 본선                                       |
| ----------------------------- | ---------------------------- | ------------------------------------------------------------- |
| KK44 가미오오카 시나가와 방면 | □ 게이큐 윙 호 ■ 쾌특 ■ 특급 | 가나자와핫케이 KK50 즈시·하야마, 우라가, 미사키구치 방면      |
| KK48 노켄다이 시나가와 방면   | ■ 에어포트 급행 ■ 보통       | 가나자와핫케이 KK50 즈시·하야마, 우라가, 게이큐 구리하마 방면 |